# بكتيريا مرتبطة
بكتيريا مرتبطة (الاسم العلمي: Coenonia) هي جنس من البكتيريا، سلبية الغرام، تتبع فصيلة نظيرات الصيفرية.

## أصنوفات
الأصنوفات الأدنى لهذا الكائن:
- كود سباركل
- تحديث القائمة

نوع:Coenonia anatina 
اسم علمي: Coenonia anatina